# Трейси Остин
Вижте пояснителната страница за други личности с името Остин.
Трейси Ан Остин Холт (на английски: Tracy Ann Austin Holt) е американска тенисистка, бивш водач в световната ранглиста за жени. Родена е на 12 декември 1962 г. в Палос Вердес, Калифорния, САЩ.
По-голямата ѝ сестра Пам и братята ѝ Джеф, Дъг и Джон Остин също са били професионални тенисисти. Омъжена е за Скот Холт, с когото имат трима сина.

## Кариера
Трейси Остин постига значителни успехи на юношеските турнири, печелейки 21 титли. През 1978 г. е шампионка на юношеския Уимбълдън, побеждавайки на финала Хана Мандликова.
През 1977 г. тя става най-младата състезателка печелила професионален турнир за жени в Портланд на 14 години и 28 дни. По-късно през същата година прави дебюта си в турнир от Големия шлем на Уимбълдън, но губи във втори кръг от Крис Евърт, на US Open достига до четвъртфинал, където губи от Бети Стоув.
През 1979 г. Остин става най-младата шампионка на Откритото първенство на САЩ, където побеждава последователно Мартина Навратилова на полуфинала и Крис Евърт на финала с 6 – 4, 6 – 3.
През 1980 г. печели Уимбълдън на смесени двойки заедно с брат си Джон Остин. През същата година става №1 в световната ранглиста по тенис за жени.
През 1981 г. тя отново печели Откритото първенство на САЩ, срещу Мартина Навратилова с 1 – 6 7 – 6 7 – 6.
Краят на кариерата ѝ е белязан от множество контузии, тя прави няколко опита да се завърне в големия тенис, но без особени успехи и през 1994 г. окончателно се отказва. През 1992 година е включена в Международната тенис зала на славата.
След приключване на състезателната си кариера Остин се изявява като телевизионен коментатор за NBC, USA Network, Seven Network и BBC.
През 1992 г. е включена в Международната тенис зала на славата.

## Титли

### Титли на сингъл (30)
| Година | Турнир                    | Категория              | Съперник            | Резултат               |
| 1977   | Портланд                  | ITF $                  | Стейси Марголин     | 6 – 7 6 – 3 4 – 1 отк. |
| 1978   | Филдерщат                 | WTA $ 35 000           | Бети Стоув          | 6 – 3 6 – 3            |
| -      | Токио                     | WTA Tokyo – GUNZE      | Мартина Навратилова | 6 – 1 6 – 1            |
| 1979   | Вашингтон                 | WTA $                  | Мартина Навратилова | 6 – 3 6 – 2            |
| -      | Хилтън Хед Айлънд         | WTA $                  | Кери Райд           | 7 – 6 7 – 6            |
| -      | Рим                       | WTA $                  | Силвия Ханика       | 6 – 4 1 – 6 6 – 3      |
| -      | Сан Диего                 | WTA $                  | Мартина Навратилова | 6 – 3 6 – 2            |
| -      | Открито първенство на САЩ | GS $ 300 000           | Крис Евърт-Лойд     | 6 – 4 6 – 3            |
| -      | Филдерщат                 | WTA $ 100 000          | Мартина Навратилова | 6 – 2 6 – 0            |
| -      | Токио                     | WTA Tokyo – EMERON CUP | Мартина Навратилова | 6 – 2 6 – 1            |
| 1980   | Синсинати                 | WTA $                  | Крис Евърт-Лойд     | 6 – 2 6 – 1            |
| -      | Сиатъл                    | WTA $                  | Вирджиния Уейд      | 6 – 2 7 – 6            |
| -      | Бостън                    | WTA $ 125 000          | Вирджиния Уейд      | 6 – 2 6 – 1            |
| -      | Ню Йорк                   | WTA Avon Championships | Мартина Навратилова | 6 – 2 2 – 6 6 – 2      |
| -      | Карлсбад                  | WTA La Costa           | Мартина Навратилова | 7 – 5 6 – 2            |
| -      | Хилтън Хед Айлънд         | WTA $                  | Регина Маршикова    | 3 – 6 6 – 1 6 – 0      |
| -      | Ийстбърн                  | WTA $ 125 000          | Уенди Търнбул       | 7 – 6 6 – 2            |
| -      | Сан Диего                 | WTA $                  | Уенди Търнбул       | 6 – 1 6 – 3            |
| -      | Минеаполис                | WTA $                  | Даян Фромхолц       | 6 – 1 2 – 6 6 – 2      |
| -      | Филдерщат                 | WTA $ 100 000          | Шери Акер           | 6 – 2 7 – 5            |
| -      | Туксън                    | WTA $                  | Морийн Лоу          | 6 – 2 6 – 0            |
| 1981   | Ландоувър                 | WTA $ 250 000          | Андреа Ягер         | 6 – 2 6 – 2            |
| -      | Ийстбърн                  | WTA $ 125 000          | Андреа Ягер         | 6 – 3 6 – 4            |
| -      | Сан Диего                 | WTA $ 100 000          | Пам Шрайвър         | 6 – 2 5 – 7 6 – 2      |
| -      | Торонто                   | WTA $ 200 000          | Крис Евърт-Лойд     | 6 – 1 6 – 4            |
| -      | Открито първенство на САЩ | GS $ 400 000           | Мартина Навратилова | 1 – 6 7 – 6 7 – 6      |
| -      | Атланта                   | WTA $ 75 000           | Мери-Лу Даниълс     | 4 – 6 6 – 3 6 – 3      |
| -      | Филдерщат                 | WTA $ 125 000          | Мартина Навратилова | 4 – 6 6 – 3 6 – 4      |
| -      | Ийст Ръдъфорд             | WTA $ 250 000          | Мартина Навратилова | 2 – 6 6 – 4 6 – 2      |
| 1982   | Сан Диего                 | WTA $ 125 000          | Кейти Риналди       | 7 – 6 6 – 3            |

### Загубени финали на сингъл (13)
| Година | Турнир            | Категория              | Съперник            | Резултат          |
| 1978   | Далас             | WTA $ 100 000          | Ивон Гулагонг       | 6 – 4 0 – 6 2 – 6 |
| -      | Финикс            | WTA $                  | Мартина Навратилова | 4 – 6 2 – 6       |
| 1979   | Чикаго            | WTA $ 200 000          | Мартина Навратилова | 3 – 6 4 – 6       |
| -      | Ню Йорк           | WTA Avon Championships | Мартина Навратилова | 3 – 6 6 – 3 2 – 6 |
| -      | Берген Каунти     | WTA $                  | Крис Евърт-Лойд     | 7 – 6 4 – 6 1 – 6 |
| 1980   | Ландоувър         | WTA $                  | Мартина Навратилова | 2 – 6 1 – 6       |
| -      | Лос Анжелис       | $                      | Мартина Навратилова | 2 – 6 0 – 6       |
| -      | Орландо           | WTA $                  | Мартина Навратилова | 2 – 6 4 – 6       |
| -      | Тампа             | WTA $                  | Андреа Ягер         | отказ             |
| 1981   | Минеаполис        | WTA $ 125 000          | Мартина Навратилова | 0 – 6 2 – 6       |
| 1982   | Филдерщат         | WTA $ 125 000          | Мартина Навратилова | 3 – 6 3 – 6       |
| -      | Ричмънд           | WTA $ 125 000          | Уенди Търнбул       | 7 – 6 4 – 6 2 – 6 |
| 1983   | Хилтън Хед Айлънд | WTA $ 200 000          | Мартина Навратилова | 7 – 5 1 – 6 0 – 6 |